# Sky Force (film)
Pour plus de détails, voir Fiche technique et Distribution.
Sky Force est un thriller d'action indien réalisé par Abhishek Anil Kapur et Sandeep Kewlani et sorti en 2025,.

## Fiche technique
Sauf indication contraire, les informations mentionnées dans cette section peuvent être confirmées par les bases de données cinématographiques IMDb et Allociné,  présentes dans la section « Liens externes ».
- Titre original : Sky Force
- Réalisation : Abhishek Anil Kapur et Sandeep Kewlani
- Scénario : Niren Bhatt, Sandeep Kewlani et Aamil Keeyan Khan
- Musique : G. V. Prakash Kumar
- Décors :
- Costumes : Shivank Kappor
- Photographie : Santhana Krishnan Ravichandran
- Son :
- Montage : Syed Shafqat Ali
- Production : Jyoti Deshpande, Amar Kaushik et Dinesh Vijan
  - Production exécutive : Ashish Chauhan et Keval Shah
  - Production déléguée : Sunny Denvi, Ishita Gala et Ashish Nikam
  - Coproduction : Poonam Shivdasani
  - Postproduction : Yogiraj Shetty
- Sociétés de production : Jio Studios et Maddock Films
- Sociétés de distribution : Night ed Films
- Pays de production :  Inde
- Langue originale : hindi
- Format : couleur
- Genre : Thriller d'action
- Durée : 150 minutes
- Dates de sortie :
  - France : 22 janvier 2025
  - Inde : 24 janvier 2025

## Distribution
- Akshay Kumar
- Veer Pahariya
- Sara Ali Khan
- Nimrat Kaur